# Huntava
Die Huntava (deutsch Hangenbach) ist ein rechter Zufluss der Oslava im Osten Tschechiens.

## Geographie
Er entspringt am Fuße des Altvatergebirges bei Stříbrné Hory in der Mährisch-Schlesischen Region am Südosthang des Kamenný vrch (Steinhübel, 773 m) in 742 m ü. NN. Die Huntava durchfließt Stříbrné Hory und Skály. Südlich von Horní Město tritt der Fluss in ein tiefes, bewaldetes und fast unbesiedeltes Tal ein. Die Berge, die beide Seiten säumen, erreichen eine Höhe von etwa 500 m ü. NN. Nach etwa drei Kilometern passiert er den Ort Rešov und nach 13,3 Kilometern mündet er in Valšův Důl bei 297 m ü. NN in die Oslava. Von dort gelangt sein Wasser in die Oskava und schließlich in die March. Die Huntava hat ein Einzugsgebiet von 27 km² und an der Mündung einen durchschnittlichen Wasserdurchfluss von 0,23 m³/s.

## Natur
Das Quellgebiet des Zuflusses Skalský potok ist zum Schutz der dortigen seltenen Sumpfvegetation 1970 auf 45,5 Hektar zum Naturreservat Skalské rašeliniště erklärt worden. Ein weiteres Schutzgebiet liegt nahe Rešov, das 1989 ausgerufene und 71,61 Hektar große Nationale Naturdenkmal Rešovské vodopády. Sein Kern ist eine etwa 200 Meter lange und 10 Meter breite Schlucht, in der die Huntava eine Zone fester vulkanischer Gesteine (Porphyroide) in einer Folge aus Wasserfällen überwindet. Die höchste Kaskade ist 10 Meter hoch, die umgebenden Felswände ragen bis zu 20 Meter vom Grund der Schlucht hinauf. Die Wasserfälle sind ganzjährig über Wanderwege, Holzbrücken und Stege zugänglich und eine bekannte touristische Attraktion.

## Zuflüsse
- Skalský potok (r), in Skály
- Tvrdkovský potok (r), an der wüsten Burg Rešov